# Kerstin Sofia Andersson
Kerstin Sofia Andersson, ogift Granström, född 25 april 1942 i Luleå, är en svensk ekonom och företagare i Sörbyn.
Hon tog ekonomexamen i Luleå 1981 och gick sedan en företagsledarutbildning 1983.
Hon började sin karriär som kontorist på Konsum Norrbotten 1958–1966. Efter föräldraledighet 1966–1976 var hon ekonomichef vid Protool AB 1981–1982. Sedan 1983 bedriver hon egen konsultverksamhet. Konsultföretaget, Kerstin Sofia Andersson AB, var fortfarande aktivt år 2017 och arbetar med kvinnligt företagande.
Hon var initiativtagare till och ledde Handelshuset LEWA (Luleå Entrepreneurial Women's Association). Hon är också initiativtagare till Norrbottens kvinnliga företagareförening, styrelseledamot i Stiftelsen Kvinnor kan, och styrelsledamot i riksförbundet Svenska kvinnliga företagare.
Hon är dotter till Artur Granström och Britta, född Broman.